# Les Pintades
 (juillet 2020).
Si vous disposez d'ouvrages ou d'articles de référence ou si vous connaissez des sites web de qualité traitant du thème abordé ici, merci de compléter l'article en donnant les références utiles à sa vérifiabilité et en les liant à la section « Notes et références ».
Pour les articles homonymes, voir Pintade (homonymie).
Les Pintades est une collection d’ethno-guides touristiques qui décodent le mode de vie des femmes dans les grandes villes du monde, créée par deux journalistes françaises, Layla Demay et Laure Watrin.
Le concept des Pintades a également été décliné :
- à la télévision, avec la réalisation de trois documentaires pour Les Nouveaux Explorateurs sur Canal+ ;
- sur Internet, avec la création d’un site et d’un blog Les Pintades.

## Le concept et ses origines
En 2004, Layla Demay et Laure Watrin entreprennent la rédaction d’un ouvrage décodant le mode de vie des femmes new-yorkaises, mélange de chroniques journalistiques et d’adresses.
L’ouvrage Les Pintades à New York sert ensuite de matrice pour la publication des autres ouvrages de la collection, que Layla Demay et Laure Watrin décident de créer après la sortie de ce premier livre.

### Le concept
Le concept consiste à porter un regard décalé sur les coulisses féminines des grandes villes du monde. Les livres sont écrits par des journalistes françaises qui vivent dans les villes en question. Elles s'appuient sur une enquête journalistique de fond, de nombreuses rencontres et interviews.
Les Pintades décodent et analysent les modes de vie des habitantes des villes visitées, dans le but d’en faire découvrir les us et coutumes. Chaque ouvrage est construit sous forme de chroniques qui décrivent le quotidien des femmes (mode, beauté, engagement citoyen, condition féminine, monde du travail, enfants, séduction, vie sexuelle...) en fonction du contexte social et politique de leur pays. Chaque ouvrage livre également un carnet d’adresses.

### L’origine des Pintades
Layla Demay et Laure Watrin ont choisi cet oiseau pour symboliser la femme moderne, qu’elles définissent comme étant féministe et féminine. Dans leurs ouvrages, elles insistent sur les qualités d’indépendance du volatile et font un parallèle anthropomorphique avec les femmes qu’elles dépeignent.
Elles se sont appuyées sur la lecture du zoologue Jean-Marie Lamblard, Grands Prix d’Automne 2003 de la Société des Gens de Lettres pour son ouvrage L'Oiseau nègre : l'Aventure des pintades dionysiaques, Éditions Imago, 23 avril 2003  (ISBN 978-2-91141-681-1).
La pintade (emprunté au portugais pintada signifiant poule peinte) est un oiseau de la famille des gallinacés. Originaire d’Afrique, il y symbolise la femme émancipée dans de nombreux pays.

« […] les pintades marronnes devenant, en Haïti en particulier, le symbole des esclaves enfuis. »

— Karim Haouadeg, Europe. Revue littéraire.

« La pintade est l’oiseau-nègre, symbole de la lutte contre l’esclavage. »

— Jacques Vigoureux

« Jean-Marie Lamblard, lui, nous enseigne que cette pintade des poulaillers de nos grands-mères vient d’Afrique et s’appelle en réalité : Numida méléagris L. »

— Jacques Vigoureux
Le choix de ce titre éponyme est un clin d’œil aux  « noms d’oiseaux » souvent donnés aux femmes. Pour les auteures de la collection, être une Pintade, n’est pas péjoratif, c’est être une femme de son époque.

## La collection
- Les Pintades à New York
- Le New York des Pintades
- Les Pintades à Londres
- Les Pintades à Téhéran
- Une vie de Pintade à Paris
- Une vie de Pintade à Beyrouth
- Les Pintades passent à la casserole
- Une vie de Pintade à Madrid
- Une vie de Pintade à Berlin
- Une vie de Pintade à Moscou
- Une vie de Pintade à Bruxelles
- Une vie de Pintade en Afrique du Sud

## Les autres déclinaisons de la collection des Pintades

### Les Documentaires sur Canal +
En 2007, Layla Demay et Laure Watrin rejoignent Le Club des Nouveaux Explorateurs sur Canal+, une série de documentaires thématiques de voyages, présentés par une dizaine d'« explorateurs », des globe-trotters aux profils très différents, qui parcourent le monde à la découverte d'autres cultures.
Les deux journalistes présentent les épisodes des Pintades, qui sont des documentaires d’une heure. Chaque épisode est consacré à une ville.

### Docugraphie
- Les Pintades à Londres[6], présenté par Maïtena Biraben dans le cadre de l’émission Les Nouveaux Explorateurs. Réalisé par Stéphane Carrel, auteures Layla Demay et Laure Watrin. Producteur délégué : Capa TV[7]. Durée : 28 min 50 s. Date de tournage : 2007.
- Les Pintades à Rio[8], présenté par Maïtena Biraben dans le cadre de l’émission Les Nouveaux Explorateurs. Réalisé par Stéphane Carrel, auteures Layla Demay et Laure Watrin. Producteur délégué : Capa TV[9]. Durée : 53 min 31 s. Date de tournage : 2008.
- Les Pintades à New York[10], présenté par Diego Buñuel dans le cadre de l’émission Les Nouveaux Explorateurs. Réalisé par Jean-Marie Barrère, auteures Layla Demay et Laure Watrin. Producteur délégué : Capa TV[11]. Durée : 51 min 49 s. Date de tournage : 2008.

### Autres
En 2006, Layla Demay et Laure Watrin ont lancé le New York Pintades Tour animé par Layla Demay, un évènement au cours duquel les participantes avaient l’occasion de vivre une « tranche de vie » new-yorkaise. Après deux éditions, le New York Pintades Tour n'existe plus aujourd'hui.